# Scapricciatiello (film)
Scapricciatiello è un film del 1955 diretto da Luigi Capuano.

## Trama
Napoli, primo dopoguerra. Un baroncino si innamora di una ragazza di nome Maria che fa la maestra elementare. Il baroncino dice che la vuole sposare, ma poi all'improvviso la lascia e si fidanza con un'altra ragazza, Carmela, che non lo ama ed è interessata solo al suo denaro. In verità, il baroncino ha lasciato Maria perché ha trovato una lettera del padre secondo la quale Maria sarebbe in realtà sua sorella. Successivamente il baroncino confessa alla madre quanto il padre ha scritto nella lettera, ma la madre dice che è una sciocchezza, poiché quando è nata Maria la madre e il padre del baroncino si trovavano in Brasile. Alla fine si scopre che ad aver scritto la falsa lettera è stato uno dei più fedeli collaboratori della madre del baroncino. Il motivo era che anche lui si era invaghito di Maria e la voleva per sé. Maria e il baroncino ritornano insieme e Carmela finalmente trova l'uomo giusto per lei: sposa Gennarino, il barbiere del paese che da sempre l'amava.

## Produzione
Il film è ascrivibile al filone dei melodrammi sentimentali strappalacrime, allora molto in voga tra il pubblico italiano, poi ribattezzato dalla critica con il termine neorealismo d'appendice.

## Distribuzione
Il film venne distribuito nel circuito cinematografico italiano il 28 dicembre del 1955.